# Joseph Wenzel von und zu Liechtenstein

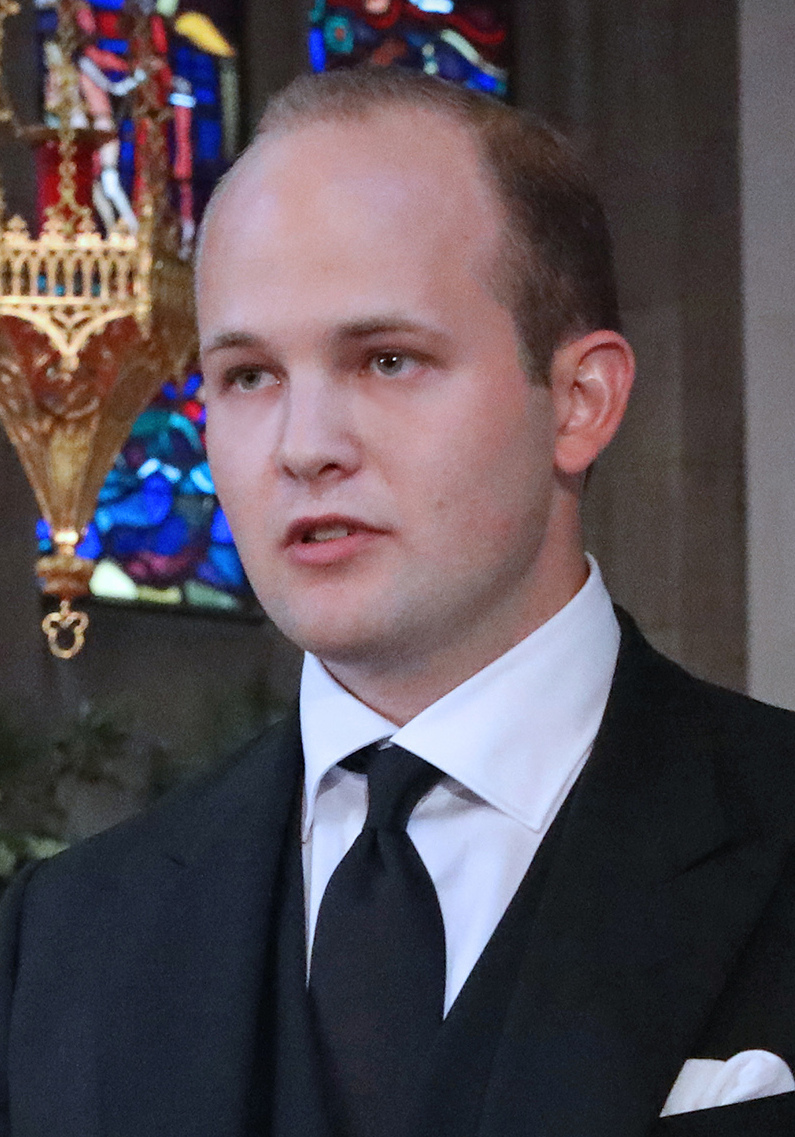
Joseph Wenzel von und zu Liechtenstein, 2021

Prinz Joseph Wenzel Maximilian Maria von und zu Liechtenstein, Graf zu Rietberg (* 24. Mai 1995 in London) ist der wahrscheinliche Thronerbe des Fürstentums Liechtenstein.

## Leben
Prinz Joseph Wenzel wurde als ältestes Kind des Erbprinzen Alois von Liechtenstein und seiner Ehefrau Sophie Herzogin in Bayern am 24. Mai 1995 geboren. Zurzeit steht er, hinter seinem Vater, an zweiter Stelle der Thronfolge des Fürstentums Liechtenstein.
Der Prinz wurde nach seinem Vorfahren Fürst Josef Wenzel I. benannt; im Falle einer Thronbesteigung wird er der zweite Träger dieses Namens sein. Weiterhin trägt er (wie sein Großvater mütterlicherseits und sein Patenonkel väterlicherseits) die Namen Maximilian und (zu Ehren der Mutter Jesu) Maria.
Seine Geschwister sind:
- Prinzessin Marie Caroline Elisabeth Immaculata von und zu Liechtenstein, Gräfin zu Rietberg, * 17. Oktober 1996
- Prinz Georg Antonius Constantin Maria von und zu Liechtenstein, Graf zu Rietberg, * 20. April 1999
- Prinz Nikolaus Sebastian Alexander Maria von und zu Liechtenstein, Graf zu Rietberg, * 6. Dezember 2000

Joseph Wenzel ging in England zur Schule, wo er im Jahr 2014 seinen Abschluss am Malvern College machte.

## Titel, Anrede und Wappen

Fürstliches Wappen

Der volle Titel von Joseph Wenzel ist, gemäß dem liechtensteinischen Hausgesetz: Prinz von und zu Liechtenstein, Graf zu Rietberg.
Alle Mitglieder des Fürstenhauses Liechtenstein haben die Anrede Durchlaucht und führen das Wappen der fürstlichen Familie.
Seine Mutter hat, abweichend vom Hausgesetz, die Höflichkeitsanrede Ihre Königliche Hoheit (Schriftform I.K.H.), da sie aus dem vormals regierenden königlichen Haus Wittelsbach (Könige von Bayern, 1806–1918) stammt und daher protokollarisch in höherem Rang steht.
Aus Perspektive des jakobitischen Herrschaftsanspruchs ist Joseph Wenzel von und zu Liechtenstein als Erbe des Hauses Stuart künftiger Thronprätendent des Vereinigten Königreichs.

## Vorfahren
| Ahnentafel Prinz Joseph Wenzel Maximilian Maria | Ahnentafel Prinz Joseph Wenzel Maximilian Maria                                                                 | Ahnentafel Prinz Joseph Wenzel Maximilian Maria                                                            | Ahnentafel Prinz Joseph Wenzel Maximilian Maria                                                                                      | Ahnentafel Prinz Joseph Wenzel Maximilian Maria                                                                        | Ahnentafel Prinz Joseph Wenzel Maximilian Maria                                                 | Ahnentafel Prinz Joseph Wenzel Maximilian Maria                                                    | Ahnentafel Prinz Joseph Wenzel Maximilian Maria                                            | Ahnentafel Prinz Joseph Wenzel Maximilian Maria                                            | Ahnentafel Prinz Joseph Wenzel Maximilian Maria                                                    |
| ----------------------------------------------- | --- | --- | --- | --- | ----------------------------------------------------------------------------------------------- | -------------------------------------------------------------------------------------------------- | ------------------------------------------------------------------------------------------ | ------------------------------------------------------------------------------------------ | -------------------------------------------------------------------------------------------------- |
| Ururgroßeltern                                  | Prinz Alois von und zu Liechtenstein (1869–1955) ⚭ 1903 Erzherzogin Elisabeth Amalie von Österreich (1878–1960) | Graf Ferdinand von Wilczek (1893–1977) ⚭ 1921 Gräfin Norbertine Kinsky von Wchinitz und Tettau (1888–1923) | Graf Ferdinand Vincenz Rudolf Kinsky von Wchinitz und Tettau (1866–1916) ⚭ 1892 Prinzessin Aglaë Franziska von Auersperg (1868–1919) | Graf Eugen von Ledebur-Wicheln (1873–1945) ⚭ 1910 Gräfin Eleonore Larisch von Moennich (1888–1975)                     | Kronprinz Rupprecht von Bayern (1869–1955) ⚭ 1900 Herzogin Marie Gabriele in Bayern (1878–1912) | Graf Dionys Drašković von Trakošćan (1875–1909) ⚭ 1903 Prinzessin Julia von Montenuovo (1880–1961) | Graf Vilhelm Archibald Douglas (1883–1960) ⚭ 1907 Astri(d) Henschen (1883–1976)            | Graf Vilhelm Archibald Douglas (1883–1960) ⚭ 1907 Astri(d) Henschen (1883–1976)            | Otto Ludwig Haas-Heye (1879–1959) ⚭ 1909 Gräfin Viktoria Ada Astrid Agnes zu Eulenburg (1886–1967) |
| Urgroßeltern                                    | Fürst Franz Josef II. (1906–1989) ⚭ 1943 Gräfin Georgina von Wilczek (1921–1989)                                | Fürst Franz Josef II. (1906–1989) ⚭ 1943 Gräfin Georgina von Wilczek (1921–1989)                           | Graf Ferdinand Carl Kinsky von Wchinitz und Tettau (1907–1969) ⚭ 1933 Gräfin Henriette von Ledebur-Wicheln (1910–2002)               | Graf Ferdinand Carl Kinsky von Wchinitz und Tettau (1907–1969) ⚭ 1933 Gräfin Henriette von Ledebur-Wicheln (1910–2002) | Prinz Albrecht von Bayern (1905–1996) ⚭ 1930 Gräfin Maria Drašković von Trakošćan (1904–1969)   | Prinz Albrecht von Bayern (1905–1996) ⚭ 1930 Gräfin Maria Drašković von Trakošćan (1904–1969)      | Graf Carl Ludwig Douglas (1908–1961) ⚭ 1935 Ottora Maria Haas-Heye (1910–2001)             | Graf Carl Ludwig Douglas (1908–1961) ⚭ 1935 Ottora Maria Haas-Heye (1910–2001)             | Graf Carl Ludwig Douglas (1908–1961) ⚭ 1935 Ottora Maria Haas-Heye (1910–2001)                     |
| Großeltern                                      | Fürst Hans-Adam II. (* 1945) ⚭ 1967 Gräfin Marie Kinsky von Wchinitz und Tettau (1940–2021)                     | Fürst Hans-Adam II. (* 1945) ⚭ 1967 Gräfin Marie Kinsky von Wchinitz und Tettau (1940–2021)                | Fürst Hans-Adam II. (* 1945) ⚭ 1967 Gräfin Marie Kinsky von Wchinitz und Tettau (1940–2021)                                          | Fürst Hans-Adam II. (* 1945) ⚭ 1967 Gräfin Marie Kinsky von Wchinitz und Tettau (1940–2021)                            | Max Emanuel, Herzog in Bayern (* 1937) ⚭ 1967 Gräfin Elizabeth Christina Douglas (* 1940)       | Max Emanuel, Herzog in Bayern (* 1937) ⚭ 1967 Gräfin Elizabeth Christina Douglas (* 1940)          | Max Emanuel, Herzog in Bayern (* 1937) ⚭ 1967 Gräfin Elizabeth Christina Douglas (* 1940)  | Max Emanuel, Herzog in Bayern (* 1937) ⚭ 1967 Gräfin Elizabeth Christina Douglas (* 1940)  | Max Emanuel, Herzog in Bayern (* 1937) ⚭ 1967 Gräfin Elizabeth Christina Douglas (* 1940)          |
| Eltern                                          | Erbprinz Alois von und zu Liechtenstein (* 1968) ⚭ 1993 Sophie Herzogin in Bayern (* 1967)                      | Erbprinz Alois von und zu Liechtenstein (* 1968) ⚭ 1993 Sophie Herzogin in Bayern (* 1967)                 | Erbprinz Alois von und zu Liechtenstein (* 1968) ⚭ 1993 Sophie Herzogin in Bayern (* 1967)                                           | Erbprinz Alois von und zu Liechtenstein (* 1968) ⚭ 1993 Sophie Herzogin in Bayern (* 1967)                             | Erbprinz Alois von und zu Liechtenstein (* 1968) ⚭ 1993 Sophie Herzogin in Bayern (* 1967)      | Erbprinz Alois von und zu Liechtenstein (* 1968) ⚭ 1993 Sophie Herzogin in Bayern (* 1967)         | Erbprinz Alois von und zu Liechtenstein (* 1968) ⚭ 1993 Sophie Herzogin in Bayern (* 1967) | Erbprinz Alois von und zu Liechtenstein (* 1968) ⚭ 1993 Sophie Herzogin in Bayern (* 1967) | Erbprinz Alois von und zu Liechtenstein (* 1968) ⚭ 1993 Sophie Herzogin in Bayern (* 1967)         |
| Prinz Joseph Wenzel von und zu Liechtenstein    | | | | |                                                                                                 | |                                                                                            |                                                                                            | |